# Demszyn
Demszyn (ukr. Демшин) – wieś na Ukrainie, w obwodzie chmielnickim, w rejonie kamienieckim, przy ujście Tarnawy do Dniestru.
W czasach Rzeczypospolitej wieś leżała w województwie podolskim. Odpadła od Polski w wyniku II rozbioru.